# Manfred Krug
Manfred Krug (Duisburg, 8 februari 1937 – Berlijn, 21 oktober 2016) was een Duitse acteur, zanger en schrijver.

## Jeugd en opleiding
Manfred Krug werd geboren in Duisburg op een carnavalsmaandag als zoon van Rudolf en Alma Krug. Zijn vader werkte aanvankelijk als smelter in een staalbedrijf. Later kreeg hij aldaar de functie van ingenieur. Kort na de geboorte van Manfred verhuisde de familie naar Georgsmarienhütte, waar zijn vader een betere baan in zijn branche vond. Een jaar na de geboorte van Manfreds broer Roger in 1939 verhuisde de familie naar Hennigsdorf, waar de vader als hoofdingenieur aan de slag kon. De eerste jaren van de oorlog werd hij niet opgeroepen, omdat zijn betrekking als belangrijk gold voor de oorlog. Na de vernietiging van het staalbedrijf moest hij alsnog naar het oostfront.
Kort voor het einde van de oorlog werd Manfred Krug naar zijn grootmoeder Lisa naar Duisburg gestuurd, uit angst voor de Russen. Daar maakte hij een van de zwaarste bombardementen mee, waarop zijn moeder zijn directe terugkeer naar Hennigsdorf gelastte, waar hij het einde van de oorlog meemaakte.
Wegens de sobere verhoudingen werd Manfred weer naar zijn grootmoeder gestuurd. De eerste naoorlogse jaren bracht hij door in het stadsdeel Duissern, waar hij ook de lagere school bezocht. Doordat zijn moeder een andere man had leren kennen, werd het huwelijk ontbonden en bleef Manfred bij zijn vader.
Na de scheiding verhuisden vader en zoon Krug in 1949 van Duisburg naar Leipzig in de pas opgerichte DDR. Manfred Krug voltooide een opleiding tot staalsmelter in het staalbedrijf in Brandenburg an der Havel, het tegenwoordige Industriemuseum. Een spetter vloeibaar staal bezorgde hem het markante litteken op zijn voorhoofd. Tijdens deze periode behaalde hij zijn diploma aan de avondschool. Daarna startte hij een studie aan de Staatliche Schauspielschule Berlijn, die hij echter moest beëindigen. Van 1955 tot 1957 werd hij ingeschreven als leerling-acteur in Bertolt Brechts toneelgezelschap Berliner Ensemble. In een woongroep in Oost-Berlijn woonde Krug samen met de schrijver Jurek Becker, die een van zijn beste vrienden werd.

## Carrière

### In de DDR
Vanaf 1957 trad Krug op in bioscopen en televisie van de DDR in rollen van misdadigers en nozems. In 1960 kreeg hij een rol in de succesvolle film Fünf Patronenhülsen van Frank Beyer. In de DEFA-sprookjesfilm König Drosselbart (1965) speelde hij naast Karin Ugowski de titelrol. Hij speelde de rol van waaghalzige brigadeleider in de film Spur der Steine (1966). De film werd na drie dagen uit de bioscopen gehaald en mocht in de DDR pas weer worden getoond tijdens het Duitse herenigingsproces in 1989-1990.
Krug was ook in de DDR als jazzzanger populair. In 1969 wees Walter Felsenstein hem een rol toe aan de Komische Oper Berlin als Sporting Life voor de DDR-première van de opera Porgy and Bess van George Gershwins. Vanaf 1971 bracht hij samen met de componist Günther Fischer meerdere langspeelplaten uit, waarop hij subtiele, kunstig gearrangeerde schlagers en chansons zong. De teksten schreef hij zelf onder het pseudoniem Clemens Kerber in de jaren 1960 en 1970. Bovendien verscheen het album Greens met jazzstandards. Bijzonder populair was het nummer Es steht ein Haus in New Orleans. Nog steeds bekend zijn zijn optredens bij de evenementen Lyrik – Jazz – Proza. De beide door Krug voorgedragen stukken Die Kuh im Propeller (Michail Zosjtsjenko) en Der Flaschenzug blijven door zijn uitdrukkingssterke interpretatie heden nog bij veel DDR-burgers in herinnering. Hij trad ook op in veel tv-programma's en werkte als stemacteur, waaronder in de film Eolomea. Voor zijn rol van Willi Heyer in de vijfdelige tv-film Wege übers Land werd hij in 1968 onderscheiden met de Nationale Prijs.
Eind 1976 kreeg Krug een gedeeltelijk beroepsverbod, omdat hij een protestbrief tegen de uitwijzing van Wolf Biermann mede ondertekend had. In april 1977 verzocht hij na een zesmaandelijkse werkloosheidsperiode om een uitreisvisum, dat uiteindelijk werd goedgekeurd, zodat hij Oost-Berlijn in juni 1977 kon verlaten. In zijn privé-omgeving werd hij tot zijn vertrek door de Stasi geschaduwd. Krug beschrijft deze gebeurtenissen in zijn boek Abgehauen (1996). Tevens geeft hij een ontluisterende weergave van het alledaagse leven van DDR-burgers. Het boek werd in 1998 verfilmd onder dezelfde titel.

### Als televisieacteur
Krug woonde na zijn vertrek uit de DDR in Berlin-Schöneberg. In de Bondsrepubliek zette hij zijn carrière naadloos voort. In een van zijn eerste rollen was hij van 1977 tot 1992 als vrachtwagenchauffeur Franz Meersdonk te zien in de ARD-serie Auf Achse en draaide in gebieden, waaronder Zuid-Afrika en de Atacamawoestijn in Zuid-Amerika. Als een van de populairste Duitse acteurs representeerde hij parallel over een langere periode verschillende personages in diverse tv-series.
Grote populariteit kreeg hij als de eigenzinnige advocaat Robert Liebling in de tv-serie Liebling Kreuzberg. De draaiboeken voor de eerste drie afleveringen en de vijfde aflevering werden geschreven door zijn vriend Jurek Becker. Ook in de kinderserie Sesamstraat was hij te zien. Geliefd was hij ook als commissaris Paul Stoever aan de zijde van Charles Brauer als Peter Brockmöller in de krimiserie Tatort van de NDR. Deze rol vertolkte hij van 1984 tot 2001 41 maal, waardoor hij incidenteel de oudste Tatort-commissaris was en in 2008 in een publieksenquête samen met Brauer tot de tweede populaire commissaris na Götz George werd gekozen.

### Als zanger
Er verschenen nu ook enkele cd’s als herpublicaties van lp’s, die hij in de DDR samen met Günther Fischer had opgenomen, maar ook nieuwe cd’s waarop hij met zijn dochter Fanny zingt. In 1979 verscheen zijn lp Da bist du ja.
Ten laatste trad hij samen op met de jazzzangeres Uschi Brüning en zijn band onder de titel Manfred Krug liest und s(w)ingt. Zijn laatste concert gaf hij in augustus 2016 in het kasteel Storkow .

### Als schrijver
Krug was ook als schrijver werkzaam. Zijn biografieën Abgehauen (1996) en Mein schönes Leben (2005) werden uitgeroepen tot bestsellers. In 2008 verscheen zijn vertelband Schweinegezadder. Hij werkte mee in enkele hoorspelen van de radio en werkte ook als stemacteur. Als spreker las hij onder andere eigen teksten.

## Reclamecampagnes
Krug aanvaardde verschillende opdrachten in de reclamewereld, onder andere voor Pan Am en de Duitse Telekom, die de beursgang van de T-aandelen in 1996 voorbereidde. Na een interviewopmerking, waarin hij zich verontschuldigde voor de verliezen, die de Telekombeleggers hadden geleden, scheidden zich de wegen van Krug en Telekom. Tien jaar later kwalificeerde hij de reclamespots als een van zijn grootste beroepsmatige fouten. In de campagne van een rechtsbijstandsverzekering (Advocard) verscheen hij als advocaat, waarmee op zijn rol als advocaat Liebling werd gezinspeeld. Vanaf 2010 verscheen hij in een advertentiecampagne van de Mercedes-Benz Bank, wiens motief op de serie Auf Achse betrekking had. Voor de cementfabrikant Dyckerhoff werkte hij als verteller mee in een film, die de onderneming portretteerde.

## Privéleven en overlijden
Krug was sinds 1963 getrouwd met Ottilie en had drie kinderen, onder wie zangeres Fanny Krug. In 2003 werd bekend, dat hij bovendien een buitenechtelijk kind had. Hij woonde op het laatst in Berlin-Charlottenburg. Hij overleed op 21 oktober 2016 op 79-jarige leeftijd aan de gevolgen van een longontsteking en werd bijgezet op het Südwestkirchhof Stahnsdorf.

## Onderscheidingen
- 1962: Heinrich-Greif-prijs 1e Klasse voor Auf der Sonnenseite in collectief
- 1963: Erich-Weinert-Medaille voor Beschreibung eines Sommers met Christel Bodenstein
- 1968: Nationalpreis der DDR I. Klasse voor Wege übers Land in collectief
- 1971: Nationalpreis der DDR II. Klasse
- 1972: Ehrende Anerkennung beim Filmfestival der Werktätigen der Tschechoslowakei|ČSSR voor Die gestohlene Schlacht
- 1973: Verdienstmedaille van de DDR
- 1979: Goldene Europa van de Europawelle Saar
- 1984: Goldener Bambi
- 1986: Goldener Gong voor Liebling Kreuzberg
- 1987: Gouden Adolf-Grimme-prijs voor de 3e aflevering van Liebling Kreuzberg (samen met Jurek Becker en Heinz Schirk)
- 1988: Zilveren Adolf-Grimme-prijs voor de complete serie Liebling Kreuzberg (samen met Jurek Becker en Heinz Schirk)
- 1990: Goldene Kamera
- 1990: Bayerischer Fernsehpreis voor de tv-serie Liebling Kreuzberg (SFB/NDR/WDR), samen met Jurek Becker en Werner Masten
- 2001: Goldene Kamera (lezersverkiezing tot populairste Tatort-commissaris), samen met Charles Brauer, Götz George en Eberhard Feik
- 2006: Platina Romy voor het levenswerk
- 2010: Goldener Ochse bij het Filmkunstfeest Mecklenburg-Vorpommern
- 2013: Verdienstkreuz 1e Klasse van de bondsrepubliek Duitsland
- 2015: Europese Cultuurprijs voor zijn artistieke levenswerk
- 2016: Paula: Prijs van de Progress Film-Verleih voor artiesten, die hun carrière in de DEFA begonnen en zich voor de Duitse film verdienstelijk hebben gemaakt

## Filmografie
- 1957: Die Schönste
- 1957: Vergeßt mir meine Traudel nicht
- 1957: Ein Mädchen von 16 1/2
- 1959: Wenn die Nacht kein Ende nimmt
- 1959: Ware für Katalonien
- 1959: Reportage 57
- 1959: Bevor der Blitz einschlägt
- 1960: Leute mit Flügeln
- 1960: Was wäre, wenn …?
- 1960: Fünf Patronenhülsen
- 1961: Professor Mamlock
- 1961: Guten Tag, lieber Tag
- 1961: Drei Kapitel Glück
- 1961: Auf der Sonnenseite
- 1962: Königskinder
- 1962: Revue um Mitternacht
- 1962: Minna von Barnhelm oder Das Soldatenglück
- 1962: Der Kinnhaken (ook draaiboek)
- 1962: Komm mit nach Montevideo (televisie, filmzang)
- 1963: Beschreibung eines Sommers
- 1963: Nebel
- 1963: Der Boxer und der Tod
- 1963: Der Andere neben dir (televisie)
- 1963: Sommer in Heidkau (televisie)
- 1964: Das Stacheltier: Engel, Sünden und Verkehr, 1. Schutzengel
- 1964: Mir nach, Canaillen!
- 1964: Das Märchen von Jens und dem Kasper (spreekrol)
- 1965: Die antike Münze
- 1965: König Drosselbart
- 1965: ... Nichts als Sünde (synchronisatie zang)
- 1965: Wenn du groß bist, lieber Adam
- 1966: Spur der Steine
- 1966: Fräulein Schmetterling
- 1966/1972: Der kleine Prinz (balladezanger)
- 1967: Frau Venus und ihr Teufel
- 1967: Die Fahne von Kriwoj Rog
- 1967: Turlis Abenteuer (spreekrol en zang)
- 1968: Wege übers Land (miniserie, 5 delen)
- 1968: Abschied
- 1968: Hauptmann Florian von der Mühle
- 1969: Käuzchenkuhle
- 1969: Mit mir nicht, Madam!
- 1969: Weite Straßen – stille Liebe
- 1970: Meine Stunde Null
- 1970: Junge Frau von 1914 (televisiefilm)
- 1970: Netzwerk
- 1970: Sonntag, den … – Briefe aus eine Stadt (televisiefilm, filmzang)
- 1971: Zwischen Freitag und morgen (televisie, spreekrol)
- 1971: Husaren in Berlin
- 1971: Die Verschworenen (televisie-miniserie, 5 afleveringen)
- 1972: Die gestohlene Schlacht
- 1972: Eolomea (synchroonstem)
- 1972: Der Mann, der nach der Oma kam (filmzang)
- 1973: Stülpner-Legende (televisieserie, 7 afleveringen)
- 1973: Giovanni Boccaccio (spreker)
- 1974: Wie füttert man einen Esel
- 1974: Ansichtssachen
- 1974: Kit & Co
- 1976: Daniel Druskat (miniserie, 5 delen)
- 1976/1979: Abschied vom Frieden (miniserie, 3 delen)
- 1977: Der rasende Roland (filmzang)
- 1977/1979: Feuer unter Deck
- 1978: Das Versteck
- 1978–1993: Auf Achse (televisieserie)
- 1978: Paul kommt zurück (televisie)
- 1978: Die Faust in der Tasche
- 1978: Martha (theaterverfilming)
- 1979: Phantasten (televisie)
- 1980: Ein Mann fürs Leben (televisie)
- 1981: Flächenbrand (televisie)
- 1981: Das Traumschiff – Die erste Reise: Karibik (televisieserie)
- 1982: Jakob und Adele – Vorstufe zur Toleranz (televisieserie)
- 1982: Der Fischer von Moorhövd (televisieserie, afleveringen 1x01–1x02)
- 1982: Väter (televisie)
- 1982–1984: Sesamstraße (televisieserie)
- 1983, 1988: Die Krimistunde - Die Leiden eines Rauchers (televisieserie, 2 afleveringen)
- 1983: Geschichten aus der Heimat - Das Silvesterbaby (televisieserie)
- 1983: Rendezvous der Damen (televisie)
- 1983: Wer raucht die letzte? (televisie)
- 1983: Konsul Möllers Erben (televisieserie)
- 1983: Das Traumschiff – Marokko (televisieserie)
- 1984–2001: Tatort - Stoever en Brockmöller (televisieserie, 41 afleveringen)
- 1985: Ein Heim für Tiere (televisieserie, aflevering 1x04)
- 1986: Whopper Punch 777
- 1986–1987: Detektivbüro Roth (televisieserie, 34 afleveringen)
- 1986–1998: Liebling Kreuzberg (televisieserie, 58 afleveringen)
- 1990: Rosamunde
- 1990: Neuner
- 1994: Der Blaue
- 1994–1995: Wir sind auch nur ein Volk (televisieserie, 8 afleveringen)
- 1998: Abgehauen

## Discografie

### Singles
- 1962: Über die Liebe (alleen B-kant, duet met Christel Bodenstein), Amiga
- 1962: Summertime / Auf der Sonnenseite (met de Jazz Optimisten Berlin), Amiga
- 1963: Twist in der Nacht / Vor einem Jahr, Amiga
- 1964: Rosetta (met de Jazz Optimisten Berlin) / Wenn du schläfst, mein Kind, Amiga
- 1965: Es steht ein Haus in New Orleans (met Franke Echo Quintett) / Ich weiß ein Mädchen, Amiga
- 1967: Wenn Du traurig bist / Jeder Tag mit dir (met Klaus Lenz-Sextett), Amiga

### Albums
- 1965: Jazz und Lyrik (van een concert in 1964 met Eberhard Esche en de Jazz Optimisten Berlin), lp, Amiga
- 1965: Manfred Krug und die Modern Jazz Big Band, lp, Amiga
- 1966: Lyrik – Jazz – Prosa (samen met Eberhard Esche, Gerd E. Schäfer, Annekathrin Bürger e.a.), lp, Amiga
- 1968: Manfred Krug spricht und singt Carl Michael Bellman – Fredmanns Episteln an diese und jene aber hauptsächlich an Ulla Winblad, lp, Litera
- 1969: Onkel Toms Hütte (hoorspel, Krug zingt twee spirituals), lp, Litera
- 1971: Das war nur ein Moment, lp, Amiga
- 1972: Ein Hauch von Frühling, lp, Amiga
- 1974: Greens, lp, Amiga
- 1976: Du bist heute wie neu, lp, Amiga
- 1979: Da bist du ja, lp, Intercord
- 1980: Lieder von drüben (compilatie), 2 lp, Intercord
- 1995: Jazz – Lyrik – Prosa (selectie uit Lyrik – Jazz – Prosa 1965), cd, Amiga
- 1997: Manfred Krug Anthologie (compilatie), 2 cd, Hansa
- 1998: Abgehauen – die Musik zum Film, cd, Amiga
- 2000: Tatort, die Songs (samen met Charles Brauer), German Jazz Award, cd, Warner Strategic Marketing
- 2000: Das Beste von Manfred Krug 1962–1977 (compilatie), cd, Amiga
- 2000: Deutsche Schlager, cd, Warner Special Marketing
- 2000: Schlafstörung, cd, Amiga
- 2001: Manfred Krug Live mit Fanny (samen met Fanny Krug), 2 cd, Amiga
- 2002: Der Weihnachtskrug, cd, Warner Special Marketing
- 2003: Sweet Nothings (samen met Decebal Badila, Fanny Krug), cd, BMG-Amiga
- 2014: Auserwählt (samen met Uschi Brüning), German Jazz Award in Platin, cd, Edel:Content

### Albums van andere artiesten met Krug-liederen
- 2017: Manfred Krug – Seine Lieder, hommage-album met interpretaties van Charles Brauer, Bill Ramsey, Axel Prahl, Stefan Gwildis, Ulrich Tukur, Jan Plewka, Heinz Rudolf Kunze, Die Prinzen, Joy Fleming, Gunter Gabriel, Fanny Krug en Uschi Brüning

### Luisterboeken
- Edgar Wallace: Der Zinker. met Sascha Dreger, Alexandra Doerk u. a. Gruner + Jahr, Hamburg 1982, Best.-Nr. maritim 295 036-210 (lp).
- Edgar Wallace: Der Frosch mit der Maske. met Sascha Dreger, Alexandra Doerk u. a. Gruner + Jahr, Hamburg 1982, Best.-Nr. maritim 295 037-210 (lp).
- Edgar Wallace: Der Hexer. met Sascha Dreger, Alexandra Doerk u. a. Gruner + Jahr, Hamburg 1982, Best.-Nr. maritim 295 035-210 (lp).
- Edgar Wallace: Die toten Augen von London. met Sascha Dreger, Alexandra Doerk u. a. Gruner + Jahr, Hamburg 1982, Best.-Nr. maritim 295038-210 (lp).
- Manfred Krug: Abgehauen. Econ Verlag, 1996, ISBN 978-3-430-15725-4 (4 cd's).
- Manfred Krug: Schweinegezadder und anderes. Teil 1. Ullstein-Hörverlag, Berlin 2000, ISBN 3-550-09001-3 (cd, mc's).
- Manfred Krug: Schweinegezadder und anderes. Teil 2. Ullstein-Hörverlag, Berlin 2001, ISBN 3-550-09028-5 (cd, mc's).
- Thomas Brussig: Leben bis Männer. Roof Music, Bochum 2001, ISBN 3-936186-54-5 (2 cd's).
- Manfred Krug: Mein schönes Leben. Der Hörverlag, München 2004, ISBN 3-89940-399-1 (8 cd's).
- Bertolt Brecht: Geschichten vom Herrn Keuner. Lesung/Deutschlandradio Kultur. Der Audio-Verlag, Berlin 2005, ISBN 3-89813-406-7 (cd).
- Jurek Becker: Jurek Beckers Neuigkeiten an Manfred Krug und Otti. Roof Music, Bochum 2005, ISBN 3-936186-81-2 (2 cd's).
- Bertolt Brecht: Lust des Beginnens. Lesung/Deutschlandradio Kultur. Der Audio-Verlag, Berlin 2006, ISBN 3-89813-517-9 (cd).

- Bibliothèque nationale de France: cb145914672 (data)
- Gemeinsame Normdatei: 118890948
- International Standard Name Identifier: 0000 0000 7845 2200
- Library of Congress Control Number: n91095647
- MusicBrainz: cba12c66-7443-491d-bb54-14da34b1b99d
- Nationale Bibliotheek van Tsjechië: pna2010575737
- Nationale Bibliotheek van Israël: 987007264137305171
- Nederlandse Thesaurus van Auteursnamen: 152736727
- Système universitaire de documentation: 110888138
- Virtual International Authority File: 97977004
- WorldCat: E39PBJqBkT78BqMxRwYwdJFxjC